# Catherine Moreau
 (octobre 2018).
Si vous disposez d'ouvrages ou d'articles de référence ou si vous connaissez des sites web de qualité traitant du thème abordé ici, merci de compléter l'article en donnant les références utiles à sa vérifiabilité et en les liant à la section « Notes et références ».
 (octobre 2018).
Améliorez-le ou discutez des points à vérifier. 
Catherine Moreau est une coloriste française de bande dessinée née en 1976 à Saint-Georges-de-Didonne.

## Biographie
Catherine Moreau a suivi une formation aux arts appliqués d'Angoulême. Ses premiers travaux de coloriste portent sur Santonus et le légionnaire perdu puis, en 2008, Les Yeux d'Édith (Vents d'Ouest). Elle collabore ensuite avec les éditions Vagabondages.

## Ouvrages

### Bande dessinée
- Santonus et le légionnaire perdu, scénario de Henry Texier, dessin de Alain Paillou, couleurs de Catherine Moreau, éditions Alain Paillou, 2003
- Les Yeux d'Édith, avec Nicolas Ryser (dessins), couleurs de Catherine Moreau (Vents d'Ouest) :
  1. Cambremer, 2008[1]
  2. Calvados, 2010
- Normandie juin 44, scénario de Jean Blaise Djian, Jérôme Félix (coscénario T.1), Vincent Hautin (coscénario T.2), Erik Leplanquais (coscénario T.3), Isabelle Bournier (coscénario T.4), dessin de Alain Paillou (T.1 et 2), TieKo (T.3), Bruno Marivain (T.4), couleurs de Catherine Moreau (éditions Vagabondages) :
  1. Omaha Beach / Pointe du Hoc , 2008
  2. Utah Beach / Carentan, 2010
  3. Gold Beach / Arromanches, 2011
  4. Sword Beach / Caen, 2012
  5. Juno Beach / Dieppe, 2013
- L'assassin qu'elle mérite de Wilfried Lupano (scénario) et Yannick Corboz (dessin), couleurs de Catherine Moreau (éditions Vents d'Ouest) :
  1. Art Nouveau, 2010[2]
- Marcas, maître franc-maçon, scénario d'Éric Giacometti et Jacques Ravenne, dessin d'Éric Albert, couleurs de Catherine Moreau[3], Delcourt coll. « Machination »

3. Le Frère de sang 1/3, 2015
4. Le Frère de sang 2/3, 2016
5. Le Frère de sang 3/3, 2016

### Livres jeunesse
- La Ballade de papa d'Élise Mansot et Catherine Moreau, éditions L'Elan vert, 2013
- Le m de maman d'Élise Mansot et Catherine Moreau, éditions L'Elan vert, 2017[7]